# Leptomesosa minor
Leptomesosa minor är en skalbaggsart som beskrevs av Stefan von Breuning 1974. Leptomesosa minor ingår i släktet Leptomesosa och familjen långhorningar. Inga underarter finns listade i Catalogue of Life.